# Wput
Wput est un logiciel libre open-source en ligne de commande, programme qui permet de transférer des fichiers sur Internet en utilisant le FTP. Il fonctionne sur de nombreuses plateformes. Licence GPL GNU General Public License.

## Histoire
Le développement de wput commence en été 2003. Wput a été développé par Hagen Fritsch. Il commença comme un simple programme pour téléverser des fichiers mais il évolua vite en s'inspirant de l'aspect wget, intégrant le support des standards du protocole FTP et des fonctionnalités rarement vu dans d'autres programmes FTP.
En 2005 l'auteur écrivit une documentation sur wput. La version courante est la 0.6 apparue en avril 2006.

## Fonctionnalités
- travaille en arrière-plan,
- supporte des connexions à travers les proxys,
- supporte le chiffrement,
- peut limiter le taux de transfert.

## Plates-formes
Wput fonctionne dans les plateformes suivantes :
- Linux
- Windows
- Mac OS X
- OpenBSD
- AIX

## Langages
Wput est traduit en anglais, allemand et néerlandais.